# Stateira I.
Za ostale povijesne ličnosti pod imenom „Stateira“ vidi: Stateira (razdvojba)
Stateira I. (perz. Rođenje zvijezda) je bila perzijska kraljica i žena Darija III. iz ahemenidske dinastije. Prema antičkim izvorima, poznata je kao najljepša žena na svijetu. 

## Obitelj
Muž Stateire bio je perzijski vladar Darije III. Imali su dvije kćeri, Dripetis i Stateiru II. koja se 324. pr. Kr. udala za Aleksandra Makedonskog.

## Zarobljeništvo
Stateira I. pratila je svog muža Darija III. u njegovim vojnim pohodima, što je bio običaj perzijske kraljevske obitelji. Zbog tog običaja pala je u ruke Aleksandra Makedonskog nakon bitke kod Isa, jer je Darije III. bježeći pred Makedoncima morao napustiti gotovo cijelu obitelj, uključujući majku Sisigambis, te kćeri Stateiru II. i Dripetis. Navodi se kako je Aleksandar prema zarobljenicima odnosio s velikim poštovanjem.

## Smrt
Godine 331. pr. Kr. u zarobljeništvu umire Stateira I., navodno zbog porođaja. Povjesničari dvoje je li njeno dijete bilo Darijevo ili Aleksandrovo. Darijeva majka Sisigambis proglasila je Aleksandra njenim „jedinim sinom“ jer ju je Darije III. napustio tokom bitke, pa je očito kako je Aleksandar postao glavom perzijske kraljevske obitelji.

## Ostavština
Stateirina kćer Stateira II. udala se za Aleksandra Makedonskog, dok se njena sestra Dripetis udala za jednog od makedonskih dijadosa (generala). Kada je Aleksandar umro 323. pr. Kr. žene iz kraljevske obitelji žalovale su za njim, što još više potvrđuje kako su bile osobno vezane uz njega. Obje Stateirine kćeri ubijene su od strane druge Aleksandrove žene Roksane, koja je željela osigurati svome sinu prijestolje. Darijeva majka Sisigambis navodno je počinila samoubojstvo zbog kaosa nakon Aleksandrove smrti.

## U popularnoj kulturi
- U filmu Aleksandar Veliki iz 2004. godine u režiji Olivera Stonea Stateiru II. tumačila je francuska glumica Annelise Hesme.[3]

## Poveznice
- Darije III.
  - Stateira II.
  - Dripetis
- Aleksandar Makedonski
- Ahemenidsko Perzijsko Carstvo

## Vanjske poveznice
- Stateira, žena Darija III. (Pothos.org)  Arhivirana inačica izvorne stranice od 14. svibnja 2011. (Wayback Machine)
- Livius.org - Barsine/Statira  Arhivirana inačica izvorne stranice od 6. studenoga 2014. (Wayback Machine)